# クロード・ジョーンズ級護衛駆逐艦
| クロード・ジョーンズ級護衛駆逐艦 | クロード・ジョーンズ級護衛駆逐艦                              | クロード・ジョーンズ級護衛駆逐艦                    |
| -------------------------------- | ------------------------------------------------------------- | --------------------------------------------------- |
| USS Claude Jones (DE-1033)       |                                                               |                                                     |
| 艦級概観                         |                                                               |                                                     |
| 艦種                             | 護衛駆逐艦                                                    | 護衛駆逐艦                                          |
| 艦名                             | 海軍功労者 一番艦はクロード・ジョーンズ大将に因む。           | 海軍功労者 一番艦はクロード・ジョーンズ大将に因む。 |
| 前級                             | ディーレイ級（DE）                                            | ディーレイ級（DE）                                  |
| 次級                             | ブロンシュタイン級（FF）                                      | ブロンシュタイン級（FF）                            |
| 性能諸元                         |                                                               |                                                     |
| 排水量                           | 基準：1,314トン                                               | 基準：1,314トン                                     |
| 排水量                           | 満載：1,970トン                                               |                                                     |
| 全長                             | 312 feet (95.1 m)                                             | 312 feet (95.1 m)                                   |
| 全幅                             | 38.9 feet (11.84 m)                                           | 38.9 feet (11.84 m)                                 |
| 吃水                             | 満載：12.1 ft (3.7 m)                                         | 満載：12.1 ft (3.7 m)                               |
| 機関                             | マルチプル・ディーゼル方式                                    | マルチプル・ディーゼル方式                          |
| 機関                             | フェアバンクス・モース38ND-1/8 ディーゼルエンジン (1,700 bhp) | 4基                                                 |
| 機関                             | スクリュープロペラ                                            | 1軸                                                 |
| 速力                             | 最大20-22ノット                                               | 最大20-22ノット                                     |
| 航続距離                         | 7,000海里（12ノット時）                                       | 7,000海里（12ノット時）                             |
| 乗員                             | 士官12名、兵員159名                                           | 士官12名、兵員159名                                 |
| 兵装                             | Mk.34 3インチ単装速射砲                                       | 2基                                                 |
| 兵装                             | ヘッジホッグMk.11対潜迫撃砲                                   | 2基                                                 |
| 兵装                             | Mk.32 3連装短魚雷発射管                                       | 2基                                                 |
| 兵装                             | Mk.6 爆雷投射機                                               | 4基                                                 |
| 兵装                             | Mk.9 爆雷投下軌条                                             | 1条                                                 |
| FCS                              | Mk.70 mod.2 砲FCS                                             | 1基                                                 |
| FCS                              | Mk.105 水中FCS                                                | 1基                                                 |
| レーダ                           | AN/SPS-6 対空捜索用                                           | 1基                                                 |
| レーダ                           | AN/SPS-10 対水上捜索用                                        | 1基                                                 |
| レーダ                           | AN/SPG-52 砲射撃指揮用                                        | 1基                                                 |
| ソナー                           | AN/SQS-4 艦底装備                                             | 1基                                                 |
| 電子戦                           | AN/WLR-1電波探知装置                                          | AN/WLR-1電波探知装置                                |

クロード・ジョーンズ級護衛駆逐艦（クロード・ジョーンズきゅうごえいくちくかん、英語: Claud Jones-class destroyer escorts）は、第二次世界大戦後に建造されたアメリカ海軍の護衛駆逐艦の艦級。基本計画番号はSCB131であった。
先行するディーレイ級が、高価な割に性能が低いと評されたために新たに建造された、戦時量産用護衛艦のプロトタイプの1つである。ディーレイ級と比して兵装と機関を簡素なものとし、コスト低減に注意が払われている。

## 設計
戦時量産を考慮して、大戦期の護衛駆潜艇（Patrol Craft Escort, PCE）をベースとしており、船型としては長船首楼型を採用する。
量産性と航続性能を考慮して、主機方式としては、中速ディーゼルエンジン4基によってスクリュープロペラ1軸を駆動するマルチプル・ディーゼル方式が採用された。主機関は、フェアバンクス・モース社製8気筒垂直対向2サイクル式38ND-1/8とされている。これらは2基ずつ前後の機械室にシフト配置され、その中間に設置された減速機を介してスクリュープロペラ1軸を駆動しているものと考えられている。前後の機械室からの排気はそれぞれ直上の煙突に導かれており、これにより、本級は、アメリカ海軍の護衛艦としては唯一の2本煙突艦となった。また本級は、最後のディーゼル推進艦でもあった。しかし速力はディーレイ級より5ノット遅い22ノットに留まり、機関部の容積は増大し、また騒音と振動のために電子機器の保守管理に支障が出たほか、特にソナーの受波器入口雑音レベルの高さから探知距離への制約ともなったことは、対潜任務の船団護衛艦としての本級にとっては大きな問題であった。

## 装備
レーダーは対空捜索用としてAN/SPS-6、対水上捜索用としてAN/SPS-10、また艦装備のソナーとしてはAN/SQS-4（mod.1ないし4）と、いずれもディーレイ級を踏襲した装備が施されている。また可変深度ソナーも後日装備された。
搭載兵装はおおむねディーレイ級から半減した。主砲としては、ディーレイ級で装備化されたMk.33 50口径3インチ連装速射砲を単装化したMk.34を採用し、前後甲板に1基ずつ搭載している。前甲板の31番砲は防盾を備える全周密閉式の砲塔であったが、後甲板の32番砲は露天式の砲架とされた。砲射撃指揮装置（GFCS）としては、ディーレイ級のMk.63をもとにKuバンドのAN/SPG-52レーダーを用いる派生型として開発されたMk.70が用いられ、その方位盤は艦橋上に配置された。
前甲板には対潜迫撃砲が設置されたが、その機種は、ディーレイ級のウェポン・アルファの実績不良を考慮して、大戦期のヘッジホッグに逆戻りした。なお、「マックモリス」と「チャールズ・ベリー」は、ヘッジホッグからノルウェー製のテルネIIIに後日換装しているが、これは1964年に撤去された。また水雷兵装として、当初は固定式・533mm径のMk.24長魚雷発射管を備えていたが、これは後に旋回式・324mm径のMk.32 3連装短魚雷発射管に換装された。

## 配備
本級は4隻が建造されたが、船型過小で、進歩する対潜兵器やソナーの搭載が不可能であったことから失敗作と見なされ、1973年から1974年にかけて全て退役して、インドネシアに譲渡された。また1970年代半ばには、トルコ海軍において、本級の設計をもとに発展させたベルク級フリゲート2隻が建造され、1990年代半ばまで運用されていた。
| アメリカ海軍 | アメリカ海軍                         | アメリカ海軍   | アメリカ海軍   | アメリカ海軍    | アメリカ海軍    | インドネシア海軍 | インドネシア海軍 | インドネシア海軍               |
| #            | 艦名                                 | 起工           | 進水           | 就役            | 退役            | 取得             | #                | 艦名                           |
| ------------ | ------------------------------------ | -------------- | -------------- | --------------- | --------------- | ---------------- | ---------------- | ------------------------------ |
| DE-1033      | クロード・ジョーンズ USS Claud Jones | 1957年 6月1日  | 1958年 5月27日 | 1959年 2月10日  | 1974年 12月16日 | 1974年 12月1日   | 343              | モンギシディ KDI Mongisidi     |
| DE-1034      | ジョン・R・ペリー USS John R. Perry  | 1957年 10月1日 | 1958年 7月29日 | 1959年 5月 5日  | 1973年 2月20日  | 1973年           | 341              | サマディクン KDI Samadikun     |
| DE-1035      | チャールズ・ベリー USS Charles Berry | 1957年 9月3日  | 1959年 3月17日 | 1959年 11月25日 | 1974年 1月31日  | 1974年 1月31日   | 342              | マルティダナタ KDI Martadinata |
| DE-1036      | マクモリス USS McMorris              | 1957年 10月1日 | 1959年 5月26日 | 1960年 3月4日   | 1974年 12月16日 | 1974年 12月16日  | 344              | ングラ・ライ KDI Ngurah Rai    |